# Municipio de Sheridan (condado de Dallas)
El municipio de Sheridan (en inglés: Sheridan Township) es un municipio ubicado en el condado de Dallas en el estado estadounidense de Misuri. En el año 2010 tenía una población de 1530 habitantes y una densidad poblacional de 19,66 personas por km².

## Geografía
El municipio de Sheridan se encuentra ubicado en las coordenadas 37°27′18″N 93°7′58″O / 37.45500, -93.13278. Según la Oficina del Censo de los Estados Unidos, el municipio tiene una superficie total de 77.83 km², de la cual 77,73 km² corresponden a tierra firme y (0,13 %) 0,1 km² es agua.

## Demografía
Según el censo de 2010, había 1530 personas residiendo en el municipio de Sheridan. La densidad de población era de 19,66 hab./km². De los 1530 habitantes, el municipio de Sheridan estaba compuesto por el 97,12 % blancos, el 0,26 % eran afroamericanos, el 0,52 % eran amerindios, el 0,33 % eran asiáticos, el 0,07 % eran de otras razas y el 1,7 % eran de una mezcla de razas. Del total de la población el 0,46 % eran hispanos o latinos de cualquier raza.